# 土星獎最佳動畫電影
土星獎最佳動畫電影（Saturn Award for Best Animated Film，前稱土星獎最佳動畫），是一個由美國專業人士組織科幻、奇幻及恐怖電影學院（Academy of Science Fiction, Fantasy and Horror Films）所頒發的年度獎項。土星獎是目前歷史最悠久的科幻、奇幻和恐怖電影專業獎項（世界科幻年會（Worldcon）頒發之雨果獎最佳戲劇演出的提名對象包含各種媒體的科幻與奇幻作品，是史上第一個科幻和奇幻電影獎項）。土星獎的最佳動畫電影獎項最早僅在1978年和1982年頒發，而後自2002電影年度起成為常設獎項。
目前為止土星獎最佳動畫電影共被頒發十一次，其中七次由皮克斯的動畫電影奪得。

## 获奖者与被提名者
備註：

"†" 代表該片同時獲得當年度奧斯卡最佳動畫片獎

"‡" 代表該片同時入圍當年度奧斯卡最佳動畫片獎

### 早年
| 年份              | 影片           |
| ----------------- | -------------- |
| 1978年 （第6届）  | 瓦特希普高原   |
| 1982年 （第10届） | 鼠譚祕奇       |
| 1982年 （第10届） | 火之鳥772      |
| 1982年 （第10届） | 最後的獨角獸   |
| 1982年 （第10届） | 時間管理者     |
| 1982年 （第10届） | 电子世界争霸战 |

### 2000年代
| 年份              | 影片                     |
| ----------------- | ------------------------ |
| 2002年 （第29届） | 千与千寻 †               |
| 2002年 （第29届） | 冰河世纪 ‡               |
| 2002年 （第29届） | 星际宝贝 ‡               |
| 2002年 （第29届） | 星银岛 ‡                 |
| 2003年 （第30届） | 海底总动员 †             |
| 2003年 （第30届） | 熊的传说                 |
| 2003年 （第30届） | 乐一通反斗特攻队         |
| 2003年 （第30届） | 辛巴达：七海传奇         |
| 2004年 （第31届） | 超人总动员 †             |
| 2004年 （第31届） | 极地特快                 |
| 2004年 （第31届） | 鲨鱼黑帮                 |
| 2004年 （第31届） | 怪物史莱克2              |
| 2005年 （第32届） | 僵尸新娘 ‡               |
| 2005年 （第32届） | 四眼天鸡                 |
| 2005年 （第32届） | 小紅帽                   |
| 2005年 （第32届） | 霍爾的移動城堡           |
| 2005年 （第32届） | 马达加斯加               |
| 2005年 （第32届） | 酷狗寶貝之魔兔詛咒 †     |
| 2006年 （第33届） | 汽車總動員 ‡             |
| 2006年 （第33届） | 鼠國流浪記               |
| 2006年 （第33届） | 快樂腳 †                 |
| 2006年 （第33届） | 怪怪屋 ‡                 |
| 2006年 （第33届） | 森林保衛戰               |
| 2006年 （第33届） | 心機掃描                 |
| 2007年 （第34届） | 美食总动员 †             |
| 2007年 （第34届） | 貝武夫：北海的詛咒       |
| 2007年 （第34届） | 未来小子                 |
| 2007年 （第34届） | 史瑞克三世               |
| 2007年 （第34届） | 辛普森一家大电影         |
| 2007年 （第34届） | 衝浪季節 ‡               |
| 2008年 （第35届） | 瓦力 †                   |
| 2008年 （第35届） | 闪电狗 ‡                 |
| 2008年 （第35届） | 荷頓奇遇記               |
| 2008年 （第35届） | 功夫熊猫                 |
| 2008年 （第35届） | 马达加斯加2              |
| 2008年 （第35届） | 星球大戰動畫：複製人戰爭 |
| 2009年 （第36届） | 怪獸大戰外星人           |
| 2009年 （第36届） | 圣诞夜怪谭               |
| 2009年 （第36届） | 第十四道門 ‡             |
| 2009年 （第36届） | 超級狐狸先生 ‡           |
| 2009年 （第36届） | 冰原歷險記3：恐龍現身    |
| 2009年 （第36届） | 天外奇蹟 †               |

### 2010年代
| 年份                    | 影片                    |
| ----------------------- | ----------------------- |
| 2010年 （第37届）       | 玩具总动员3 †           |
| 2010年 （第37届）       | 神偷奶爸                |
| 2010年 （第37届）       | 驯龙高手 ‡              |
| 2010年 （第37届）       | 猫头鹰守护神            |
| 2010年 （第37届）       | 史瑞克快樂4神仙         |
| 2010年 （第37届）       | 魔髮奇緣 ‡              |
| 2011年 （第38届）       |                         |
| 穿靴子的猫 ‡            |                         |
| 丁丁历险记              |                         |
| 汽車總動員2             |                         |
| 功夫熊猫2 ‡             |                         |
| 飆風雷哥 †              |                         |
| 里約大冒險              |                         |
| 2012年 （第39届）       |                         |
| 怪誕復活狗 ‡            |                         |
| 勇敢传说 †              |                         |
| 派拉諾曼：靈動小子 ‡    |                         |
| 无敌破坏王 ‡            |                         |
| 2013年 （第40届）       |                         |
| 冰雪奇緣 †              |                         |
| 神偷奶爸2               |                         |
| 來自紅花坂              |                         |
| 怪獸大學                |                         |
| 2014年 （第41届）       | LEGO英雄傳              |
| 2014年 （第41届）       | 大英雄聯盟 †            |
| 2014年 （第41届）       | 怪誕小箱俠 ‡            |
| 2014年 （第41届）       | 馴龍記2 ‡               |
| 2014年 （第41届）       | 風起了 ‡                |
| 2015年 （第42届）       | 玩轉腦朋友 †            |
| 2015年 （第42届）       | 安諾瑪麗莎 ‡            |
| 2015年 （第42届）       | 恐龍大時代              |
| 2015年 （第42届）       | 功夫熊貓3               |
| 2015年 （第42届）       | 迷你兵團                |
| 2015年 （第42届）       | 回憶中的瑪妮 ‡          |
| 2016年 （第43届）       | 海底奇兵2               |
| 2016年 （第43届）       | 最终幻想15：王者之剑    |
| 2016年 （第43届）       | 魔髮精靈                |
| 2016年 （第43届）       | 星夢動物園              |
| 2016年 （第43届）       | 魔海奇緣 ‡              |
| 2016年 （第43届）       | 優獸大都會 †            |
| 2017年 (第44屆)         | 可可夜總會†             |
| 2017年 (第44屆)         | Cars 3：閃電再起        |
| 2017年 (第44屆)         | 寶貝老闆 ‡              |
| 2017年 (第44屆)         | 神偷奶爸3               |
| 2017年 (第44屆)         | 你的名字                |
| 2018年、2019年 (第45屆) | 蜘蛛人：新宇宙          |
| 2018年、2019年 (第45屆) | 鬼靈精                  |
| 2018年、2019年 (第45屆) | 馴龍高手3               |
| 2018年、2019年 (第45屆) | 超人特攻隊2             |
| 2018年、2019年 (第45屆) | 無敵破壞王2：網路大暴走 |
| 2018年、2019年 (第45屆) | 玩具總動員4             |
| 2019年、2020年 (第46屆) | ½的魔法                 |
| 2019年、2020年 (第46屆) | 雪人奇缘                |
| 2019年、2020年 (第46屆) | 阿達一族                |
| 2019年、2020年 (第46屆) | 冰雪奇緣2               |
| 2019年、2020年 (第46屆) | 變身特務                |
| 2019年、2020年 (第46屆) | 魔髮精靈唱遊世界        |

### 2020年代
| 年份                      | 影片                          |
| ------------------------- | ----------------------------- |
| 2021年、2022年 （第50届） | 穿着鞋子的贝壳马塞尔          |
| 2021年、2022年 （第50届） | 阿達一族2                     |
| 2021年、2022年 （第50届） | 奇幻魔法屋                    |
| 2021年、2022年 （第50届） | 巴斯光年                      |
| 2021年、2022年 （第50届） | 路卡的夏天                    |
| 2021年、2022年 （第50届） | 小小兵2：格魯的崛起           |
| 2022年、2023年 （第51届） | 蜘蛛俠：飛躍蜘蛛宇宙          |
| 2022年、2023年 （第51届） | 元素方城市                    |
| 2022年、2023年 （第51届） | 鞋貓劍客2                     |
| 2022年、2023年 （第51届） | 超級瑪利歐兄弟電影版          |
| 2022年、2023年 （第51届） | 鈴芽之旅                      |
| 2022年、2023年 （第51届） | 忍者龜：變種大亂鬥            |
| 2023年、2024年 （第52届） | 荒野機器人                    |
| 2023年、2024年 （第52届） | 蒼鷺與少年                    |
| 2023年、2024年 （第52届） | 神偷奶爸4                     |
| 2023年、2024年 （第52届） | 腦筋急轉彎2                   |
| 2023年、2024年 （第52届） | 功夫熊貓4                     |
| 2023年、2024年 （第52届） | 劇場版 SPY×FAMILY CODE: White |
| 2023年、2024年 （第52届） | 變形金剛初始篇                |